# Suimanga de Humblot
El suimanga de Humblot (Cinnyris humbloti) és un ocell de la família dels nectarínids (Nectariniidae).

## Hàbitat i distribució
Habita boscos i vegetació secundària a les illes Grande Comore i Moheli, a les illes Comores.